# FAM212A
FAM212A (англ. Family with sequence similarity 212 member A) – білок, який кодується однойменним геном, розташованим у людей на 3-й хромосомі. Довжина поліпептидного ланцюга білка становить 285 амінокислот, а молекулярна маса — 31 328.
| 10         |  | 20         |  | 30         |  | 40         |  | 50         |
| ---------- |  | ---------- |  | ---------- |  | ---------- |  | ---------- |
| MHSARLDSFL |  | SQLRWELLCG |  | RDTGSPSMPG |  | PLQPTSQTGP |  | DVQPSHQLRA |
| SGALEEDSVC |  | CVEEEEEEEE |  | EAVVTEDRDA |  | ALGGPREHAL |  | DWDSGFSEVS |
| GSTWREEELP |  | VSQRPAPSAQ |  | PLRRQCLSVS |  | GLPMPSRAPV |  | ASVPPVHHPR |
| PKSTPDACLE |  | HWQGLEAEDW |  | TAALLNRGRS |  | RQPLVLGDNC |  | FADLVHNWME |
| LPETGSEGGD |  | GGGHRARARP |  | PQFLLGLSEQ |  | LRRRLARARR |  | TAMAGKRLSC |
| PPRPEPELPA |  | DVSRFAALMS |  | CRSRQPIICN |  | DVSYL      |  |            |

A: Аланін

C: Цистеїн

D: Аспарагінова кислота

E: Глутамінова кислота

F: Фенілаланін

G: Гліцин

H: Гістидин

I: Ізолейцин

K: Лізин

L: Лейцин

M: Метіонін

N: Аспарагін

P: Пролін

Q: Глутамін

R: Аргінін

S: Серин

T: Треонін

V: Валін

W: Триптофан

Локалізований у цитоплазмі, ядрі.